# ألفريدو تشالنجر
ألفريدو تشالنجر (بالإنجليزية: Alfredo Challenger)‏ هو لاعب كرة قدم بريطاني في مركز الوسط، ولد في 21 أغسطس 1979 في جزر كايمان في المملكة المتحدة. شارك مع منتخب جزر كايمان لكرة القدم. أما مع النوادي، فقد لعب مع Latinos FC ‏.

## وصلات خارجية
- ألفريدو تشالنجر على موقع الاتحاد الدولي (مؤرشف)  (الإنجليزية)
- ألفريدو تشالنجر على موقع قاعدة بيانات كرة القدم.إي يو (الإنجليزية)
- ألفريدو تشالنجر على موقع ناشيونال فوتبول تيمز (الإنجليزية)
- ألفريدو تشالنجر على موقع Soccerway.com (الإنجليزية)